# Joaquín Vidal (coronel)
Joaquín Vidal fou un militar espanyol, mort a València en 1819.

## Biografia
Va participar en la guerra del francès en el bàndol revoltat. Acabada la contesa i reposat Ferran VII com a rei, Joaquín Vidal va formar part del bàndol liberal. Després de diversos motins fracassats per restaurar la constitució de 1812, Joaquín Vidal, coronel d'un regiment situat a València, va encapçalar un complot que tenia com a fi col·locar a Carles Maria Isidre de Borbó com rei d'Espanya i instaurar una monarquia parlamentària. El complot va ser descobert per la delació d'un dels suposats conspiradors i els seus inspiradors van ser detinguts. També s'esgrimeix l'oposició al general Francisco Javier de Elío. La majoria dels conspiradors van ser empresonats i executats el 20 de gener de 1819; per llavors, Joaquín Vidal ja havia mort a causa d'una ferida rebuda durant la seva detenció.